# Micheline Francey
Micheline Francey, née Micheline Henriette Françoise Gay-Bellile le 18 octobre 1919 dans le 14e arrondissement de Paris et morte le 1er janvier 1969 dans le 7e arrondissement de Paris, est une actrice et animatrice de radio française.

## Biographie
Micheline Francey débute en suivant les cours d'art dramatique de Fernand Ledoux, puis fait de la figuration dans des comédies. Elle gagne son statut de vedette avec La Charrette fantôme de Julien Duvivier en 1939 et surtout avec le rôle de Laura Vorzet dans le  film Le Corbeau où elle se hissait au même niveau d'intensité que Fresnay, Pierre Larquey et Ginette Leclerc. 
Elle devient en 1955 animatrice en radio pour les matinées d'Europe 1 en compagnie de Maurice Biraud. À la télévision, elle a incarné le rôle de madame Maigret aux côtés de Jean Richard. 
Mariée à Pierre Bouchet de Fareins, Micheline Francey meurt brutalement d’une crise cardiaque le jour du Nouvel An de l’année 1969, à l'âge de quarante-neuf ans. Elle est inhumée à Paris (Cimetière des Batignolles, div. 29).

## Filmographie

### Cinéma
- 1937 : Le Chanteur de minuit de Léo Joannon
- 1937 : Trois Artilleurs au pensionnat de René Pujol
- 1937 : Vous n'avez rien à déclarer ? de Léo Joannon : la cavalière de Coco
- 1938 : Le Joueur d'échecs de Jean Dréville : Sonia
- 1938 : La Présidente de Fernand Rivers : Denise
- 1938 : Les Gens du voyage de Jacques Feyder
- 1939 : La Charrette fantôme de Julien Duvivier : Sœur Édith
- 1942 : Monsieur La Souris de Georges Lacombe : Lucile Boisvin
- 1943 : La Grande Marnière de Jean de Marguenat : Antoinette de Clairefont
- 1943 : Fou d'amour de Paul Mesnier : Solange
- 1943 : Le Corbeau de Henri-Georges Clouzot : Laura Vorzet
- 1945 : François Villon de André Zwobada : Guillemette
- 1945 : La Cage aux rossignols de Jean Dréville : Micheline
- 1946 : L'Aventure de Cabassou de Gilles Grangier : Madame Cabassou
- 1946 : Destins de Richard Pottier : Jacqueline Cartier
- 1947 : La Colère des dieux de Karel Lamač : Marie-Christine
- 1947 : Le Village de la colère de Raoul André : Laurette
- 1947 : Vertiges de Richard Pottier : Françoise Favier
- 1947 : Danger de mort de Gilles Grangier : Flora
- 1948 : La Dame d'onze heures de Jean-Devaivre : Muriel Pescara
- 1948 : La Femme que j'ai assassinée de Jacques Daniel-Norman
- 1949 : La Ronde des heures de Alexandre Ryder : Yvette
- 1949 : Piège à hommes de Jean Loubignac : Yvette
- 1949 : Marlène de Pierre de Hérain : Marie-Hélène
- 1950 : Quai de Grenelle de Emil-Edwin Reinert : Janine
- 1950 : Envoi de fleurs  de Jean Stelli : Suzanne
- 1952 : Violettes impériales (Violetas imperiales) de Richard Pottier : Clotilde
- 1952 : La Fête à Henriette de Julien Duvivier : la script Girl
- 1953 : Le Petit Jacques de Robert Bibal : Claire Mortal
- 1953 : Mandat d'amener de Pierre Louis : Mlle Féraud
- 1954 : Vêtir ceux qui sont nus (Vestire gli ignudi) de Marcello Pagliero : Mme Grotti
- 1954 : Raspoutine de Georges Combret: Anna / Attendant
- 1955 : Passion de femmes de Hans Herwig : Anna
- 1955 : Boulevard du Crime de René Gaveau : Maguy
- 1959 : Bal de nuit de Maurice Cloche : la mère de Martine
- 1962 : La Gamberge de Norbert Carbonnaux : la tante

### Télévision
- 1965 : Les Saintes chéries (série télévisée) : Récitante (épisodes non identifiés)
- 1968 : Les Enquêtes du commissaire Maigret de Jean-Pierre Decourt, épisode Signé Picpus : Mme Maigret

## Théâtre
- 1941 : Le Mariage en trois leçons de Julien Luchaire, mise en scène Jacques Grétillat, théâtre des Ambassadeurs
- 1948 : Le mari ne compte pas de Roger-Ferdinand, théâtre des Bouffes-Parisiens
- 1950 : Jeff de Raoul Praxy, mise en scène Christian-Gérard, théâtre de l'Ambigu
- 1956 : Le mari ne compte pas de Roger-Ferdinand, mise en scène Jacques Morel, théâtre Édouard VII
- 1958 : Tessa la nymphe au cœur fidèle de Jean Giraudoux d'après Basil Dean et Margaret Kennedy, mise en scène Jean-Pierre Grenier, théâtre Marigny
- 1958 : L'Étonnant Pennypacker de Liam O'Brien, adaptation Roger Ferdinand, mise en scène Jean-Pierre Grenier, théâtre Marigny
- 1967 : Au théâtre ce soir : Mon bébé de Maurice Hennequin d'après Baby Mine de Margaret Mayo, mise en scène Jacques-Henri Duval, réalisation Pierre Sabbagh,   théâtre Marigny